# اکمیه دورنگ
اکمیه دورنگ (نام علمی: Aechmea bicolor) نام یک گونه از سرده اکمیه است.